# 奧諾麗娜·羅德爾諾
奧諾麗娜·羅德爾諾（法國语：Honorine Rondello，1903年7月28日—2017年10月19日），是一個法國的超級人瑞。2016年9月14日，伊麗莎白·科洛過世，他以113岁48天之齡成為法國在世最年長者。

## 生平
奧諾麗娜·羅德爾諾1903年7月28日出生於布列塔尼半島的一個溫和的環境中，在冰島跟格陵蘭的一個鱈魚漁民家庭中。
2017年10月19日，奧諾麗娜·羅德爾諾去世，享壽114歲83天。羅德爾諾過世後，露西爾·朗東接任在世法國的最年長者。